# Християнство в Еквадорі

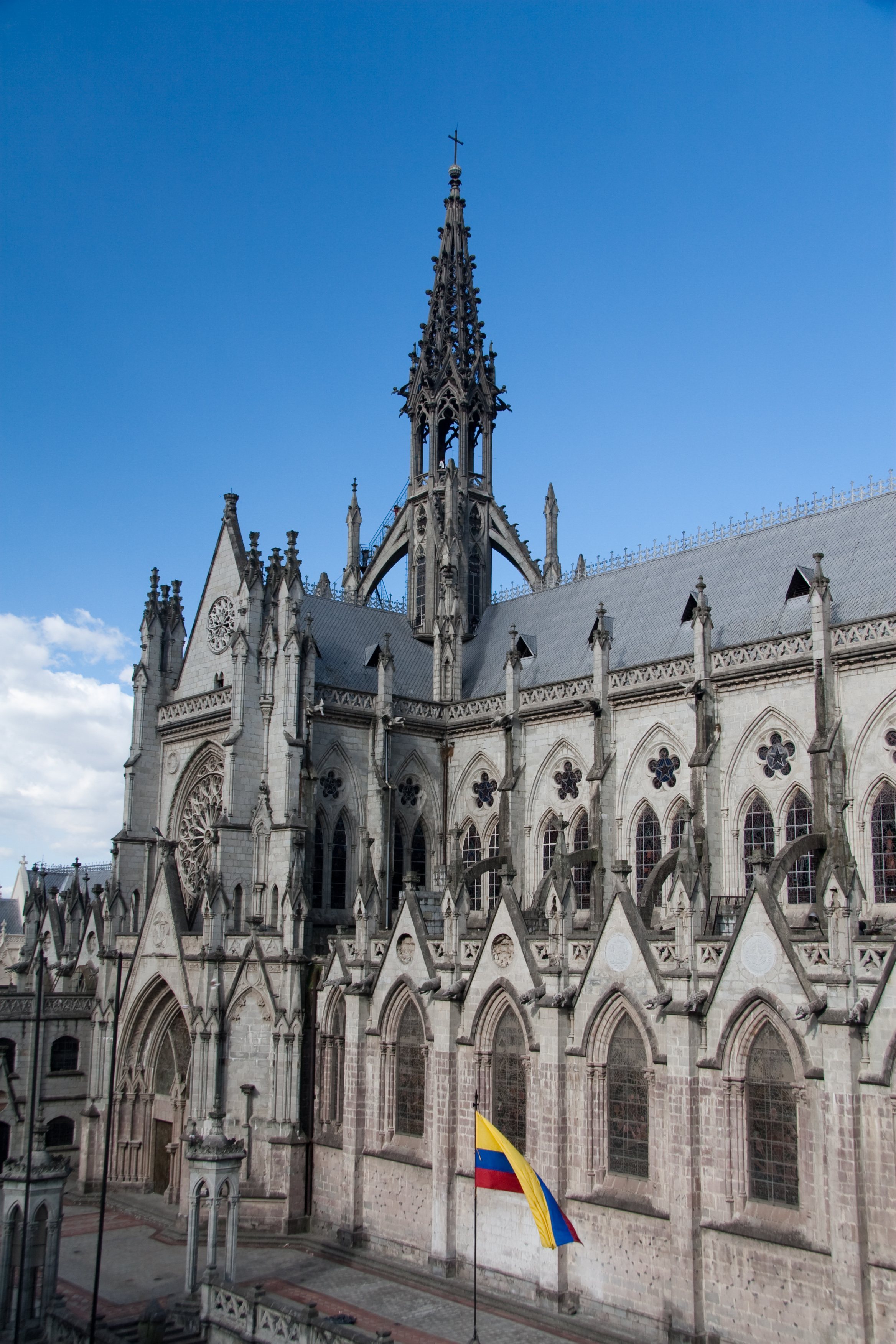
Базиліка в Кіто — найбільша неоготична церква в Америці

Християнство в Еквадорі — найпоширеніша релігія в країні.
За даними дослідницького центру Pew Research Center, у 2010 році в Еквадорі проживало 13,61 млн християн, які становили 94,1 % населення цієї країни. Енциклопедія «Релігії світу» Дж. Р. Мелтона оцінює частку християн у 2010 році до 97 % (13,36 млн).
Найбільшим напрямом християнства в країні є католицизм. У 2000 році в Еквадорі діяло 5 тис. християнських церков і місць богослужіння, що належать до 126 різних християнських деномінацій.
Крім еквадорців, християнство сповідують живуть в країні американці, німці, норвежці. В християнство також були звернені місцеві народи — кечуа і коайкер. Християни є і серед хіваро, чачі, ваорани, кофан, однак більшість представників цих народів досі сповідують місцеві традиційні вірування.
Частина протестантських церков Еквадору є членами Латиноамериканської ради церков. Консервативні євангельські християни співпрацюють разом в Євангельському братстві Еквадору, пов'язаному зі Світовим євангельським альянсом.